# International Standard Musical Work Code
Der International Standard Musical Work Code (ISWC) ist eine eindeutige Kennzeichnung für musikalische Werke (entsprechend der ISBN). Sie entspricht dem internationalen Standard ISO 15707.

## Geschichte
Die ISWC wurde von der Confédération Internationale des Sociétés d’Auteurs et Compositeurs (CISAC) entwickelt, um die Verwertung der Rechte an Kompositionen an die Herausforderungen der Informationsgesellschaft anzupassen.
Die erste ISWC-Nummer wurde 1995 für den Song Dancing Queen von ABBA vergeben (T-000000001-0).
Die Registrierung der ISWC wird in Deutschland von der GEMA, in Österreich von der AKM und in der Schweiz von der SUISA verwaltet.

## Format
- Buchstabe T
- 9 Ziffern
- 1 Prüfsummen-Ziffer (Luhn-Algorithmus)